# 波希米亞雜誌
《波希米亞杂志》（俄语：Журнал "Богема）是一本關於藝術和時尚的俄語雜誌，创刊於1915年。

## 歷史
該雜誌於 1915 年在 M. Silin (No. 1-3)、S. Cheremkhin (No. 4) 和 A. Lapitsky (No. 5-6) 的出版社出版。 編輯部位於彼得格勒的 Mikhail Reisner 公寓內（Zagorodny Prospekt, 40, apt. 11）。
該雜誌在第六期後因“自由思考”而關閉。 1915 年 11 月，它由 Reisner 以“Rudin”的名義復興。 製作至 1916 年，共出版了 8 期。
詩人和作家 L. Reissner、V. Zlobin、A. Lozina-Lozinsky、P. Ezersky、A. Balagin、V. Kholodkovsky 在期刊上發表了他們的作品；藝術家 A. Gegello、P. Shillingovsky、S. Skernovitsky、L. Slendzinsky、L. Rudnev、N. Lermontova 等。
1993 年，該出版物在 Roskomnadzor 註冊，並於 2017 年由 Moscluster.com 在 Roskomnadzor 註冊為互聯網上的電子媒體。 主編 - 出版商 - 時尚電視頻道獎獲得者，成員 英語： Vladislav Ananishnev.
該雜誌是俄羅斯紳士集會、英語： Mercedes-Benz Fashion Week Russia, Estet Fashion Week, 英語： Russia 官方媒體合作夥伴 "Fashion Summer Awards".
2020年成為全國時尚產業獎“英語：”獲得者。
該雜誌舉辦了La Boheme Magazine或Ga-La Boheme Fashion Show的 時裝秀，並擁有Rosstandart註冊的自願認證制度“英語：”.